# Prosekia lejeunei
Prosekia lejeunei är en kräftdjursart som beskrevs av Lemos de Castro och Aparecida-Souza 1986. Prosekia lejeunei ingår i släktet Prosekia och familjen Philosciidae. Inga underarter finns listade i Catalogue of Life.